# Juri Senft
Juri Senft (nacido en 1993 en Herdecke) es un actor alemán.

## Vida y carrera
Juri Senft recibió lecciones de canto y clarinete cuando era adolescente. De 2013 a 2014 asistió a la Escuela Superior de Arte Dramático Teatres Producciones en Murcia. En España participó en montajes teatrales en 2014 y 2015, actuó en festivales de teatro y asistió a talleres y cursos intensivos de interpretación. De 2014 a 2017 completó sus estudios de actuación en la Academia Internacional de Actuación Cinematográfica (IAF) en Colonia. En 2016 y 2017 realizó nuevos talleres de interpretación con Tonucha Vidal y Javier Luna (Murcia) y Stan Roth (Los Ángeles).
La película Blake, protagonizada por Senft, fue galardonada en la categoría Premio Alemán de Cine Joven en 2017. La película Night Shift recibió el Premio del Jurado en el Festival de Cine de Luces 2020.
En mayo de 2018 apareció en la serie de RTL Lifelines en un papel protagónico junto a Jan Hartmann. En la película de comedia Fischer sucht Frau, que se estrenó en el Festival de Cine de Hamburgo en el otoño del mismo año y se estrenó en Das Erste en octubre de 2019, Senft asumió un papel secundario como el joven poeta y escritor buscando esposa Fischer Lüthi. En el quinto episodio de la cuarta temporada de In aller Freundschaft – Die jungen Ärzte (2019), Senft interpretó uno de los papeles principales del episodio, junto a Hanne Wolharn, como el joven asistente de una exitosa empresaria que está muy preocupada por su jefe. En la producción de RTL Alerta Cobra, encarnó a un joven secuestrador con Dirk Martens y Gisa Zach como socios. En la serie de ZDF SOKO München (2019), Senft interpretó uno de los papeles principales en uno de los episodios como el presunto joven aprendiz de cocinero Daniel Steeger. En el episodio 11 de la segunda temporada de la serie de ZDF SOKO Stuttgart (2020), Senft tuvo un papel principal en un episodio como presunto empleado de una bolera. En el segundo episodio de la cuarta temporada de la serie de televisión Falk (2020), Senft asumió uno de los papeles principales del episodio como el joven estudiante Moses Halberstadt, que busca a su madre biológica y busca solicitar una exhumación. En el octavo episodio de la cuarta temporada de la serie de televisión Morden im Norden (2022), Senft protagonizó un episodio en el papel principal como un estudiante de derecho y supuesto "salvador" de un estudiante de medicina atacado. En el primer episodio de la temporada de 2022 de la serie nocturna WaPo Duisburg, Senft asumió otro papel principal en un episodio como el principal testigo de cargo, quien luego fue condenado como autor. En el episodio 19 de la segunda temporada de la serie de ZDF Colonia Brigada Criminal (2022), fue visto como un compañero de cuarto de un conductor de un servicio de mensajería que fue encontrado muerto.
Senft es miembro de la Asociación Federal de Actuación. Vive en Colonia.

## Filmografía seleccionada
- 2018: Fischer sucht Frau (película de televisión)
- 2018: Lifelines: Wie du mir, so ich dir (serie de televisión, 1 episodio)
- 2019: In aller Freundschaft – Die jungen Ärzte: Herzenssache  (Serie de televisión, 1 episodio)
- 2019: Einstein: Extension (serie de televisión, 1 episodio)
- 2019: Alerta Cobra (Serie de televisión, 1 episodio)
- 2019: Wilsberg: Ins Gesicht geschrieben (serie de televisión
- 2019: SOKO München: Tod eines Kochs (serie de televisión, 1 episodio)
- 2020: SOKO Stuttgart': Strike! (serie de televisión, 1 episodio)
- 2020: Enfant Terrible (película)
- 2020: Falk: Der Mutterschaftstest (serie de televisión, 1 episodio)
- 2020: Heldt: Der falsche Heldt (serie de televisión, 1 episodio)
- 2020: Kuntergrau (serie web, episodio 31)
- 2021: WaPo Bodensee: Helden (serie de televisión, 1 episodio)
- 2021: Sugarlove (película de televisión)
- 2022: Morden im Norden: Retter in der Not (serie de televisión, un episodio)
- 2022: WaPo Duisburg: Helgas Albtraum (serie de televisión, un episodio)
- 2022: Colonia Brigada Criminal, «Zehn Minuten» (serie de televisión, 1 episodio)
- 2023: Sangre y oro (película)